# Sargis Hovsep'yan
Sargis Hovsep'yan (in armeno Սարգիս Հովսեփյան; in russo Саркис Рубенович Овсепян?, Sarkis Rubenovič Ovsepjan; Erevan, 2 settembre 1972) è un allenatore di calcio ed ex calciatore armeno, di ruolo difensore.

## Carriera

### Club
Durante la sua lunghissima carriera ha giocato solo in squadre armene o russe.

### Nazionale
È stato il capitano della nazionale armena, con cui ha esordito il 14 ottobre 1992 in amichevole contro la Moldavia. Con l'Armenia ha disputato in totale 131 partite (record per la nazionale armena) e segnato 2 gol, uno contro il Kazakistan nel 2007 e l'altro contro il Belgio due anni più tardi.

## Palmarès

### Giocatore

#### Club
- Campionato armeno: 10

P'yownik: 1992, 1995-1996, 1996-1997, 2004, 2005, 2006, 2007, 2008, 2009, 2010
- Coppa d'Armenia: 4

P'yownik: 1995-1996, 2004, 2009, 2010
- Coppa di Russia: 1

Zenit: 1998-1999
- Campionato russo: 1

Zenit: 2003
- Supercoppa d'Armenia: 6

P'yownik: 2004, 2005, 2007, 2008, 2010, 2011

#### Individuale
- Calciatore armeno dell'anno: 3

1992, 1995, 2008

### Allenatore
- Campionato armeno: 1

P'yownik: 2014-2015
- Coppa d'Armenia: 2

P'yownik: 2013-2014, 2014-2015
- Supercoppa d'Armenia: 1

P'yownik: 2015